# Ascona
Ascona (lmo. Scona; niem. Aschgunen, Aschgonen) – gmina w południowej Szwajcarii, w kantonie Ticino, w okręgu (distretto) Locarno, siedziba administracyjna powiatu (circolo) Isole. Leży nad jeziorem Lago Maggiore. Jest atrakcją turystyczną.

## Demografia
W Asconie mieszkają 5442 osoby. W 2021 roku 28% populacji gminy stanowiły osoby urodzone poza Szwajcarią.

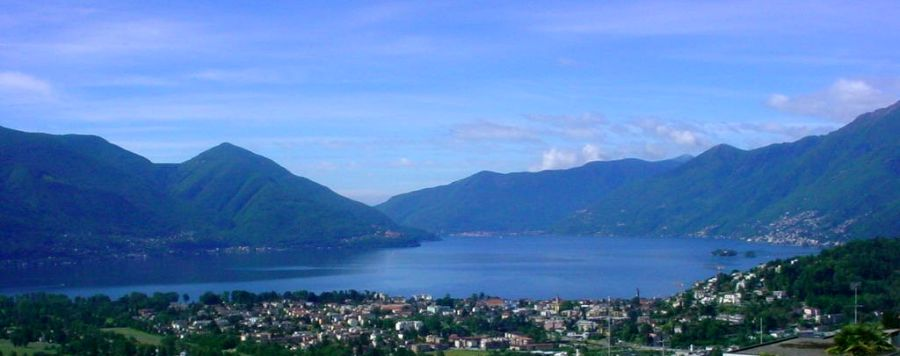
Jezioro Lago Maggiore z Asconą na horyzoncie

## Monte Verità
Na początku XX wieku na wzgórzu Monte Verità („Góra Prawdy”) w Asconie powstała osada, której mieszkańcy głosili powrót do natury.
Duża liczba artystów i innych sławnych ludzi zostało zauroczonych tym wzgórzem. Na przykład: Hermann Hesse, Carl Gustav Jung, Erich Maria Remarque, Hugo Ball, Else Lasker-Schüler, Stefan George, Isadora Duncan, Carl Eugen Keel, Paul Klee, Rudolf Steiner, Mary Wigman, Max Picard, Ernst Toller, Henri van de Velde, Fanny zu Reventlow, Rudolf Laban, Frieda von Richthofen i Else von Richthofen, Otto Gross, Erich Mühsam i Gustav Stresemann.
W Asconie odbywały się od 1933 roku spotkania grupy intelektualistów takich jak: Rudolf Otto, Gilles Quispel, Heinrich Zimmer, Károly Kerényi, Mircea Eliade, Carl Gustav Jung, Erich Neumann, Alfons Rosenberg, Gilles Quispel, Gershom Scholem, Henry Corbin, Adolf Portmann, Herbert Read, Joseph Campbell, Mircea Eliade (fenomenolog religii), Gershom Scholem (badacz mistyki żydowskiej) i Henry Corbin (badacz mistyki islamu). Steven Wasserstrom poświęcił książkę „Religion after Religion: Gershom Scholem, Mircea Eliade, and Henry Corbin at Eranos” (Princeton University Press, 1999). Funkcjonowało czasopismo „Eranos–Jahrbuch”, w którym publikowali ludzie związani z kręgiem z Ascony.

## Transport
Przez teren gminy przebiega droga główna nr 13.

## Współpraca
Miejscowość partnerska:
- Nowy Orlean, Stany Zjednoczone